# 元良親王
元良親王（もとよししんのう）は、平安時代前期から中期にかけての皇族・歌人。陽成天皇の第一皇子。官位は三品・兵部卿。

## 経歴
父・陽成天皇の譲位後に生まれる。延喜3年（903年）及び延喜7年（907年）当年巡給により年給を賜る。延長7年（929年）10月に彼の四十の算賀に際して妻の修子内親王は紀貫之に屏風歌を作らせた。承平6年（936年）3月には右大臣藤原仲平らともに醍醐寺に塔の心柱を施入した。天慶6年（943年）7月26日薨去。享年54。

## 人物
色好みの風流人として知られ『大和物語』や『今昔物語集』に逸話が残るが、特に宇多院妃の藤原褒子との恋愛が知られる。また、よく通る美しい声をしており、元日の奏賀の声は非常にすばらしく、大極殿から鳥羽の作道までその声が聞こえたという。
『後撰和歌集』（7首）以下の勅撰和歌集に和歌作品20首が入集。『元良親王集』という歌集も後世になって作られた。『小倉百人一首』には元良親王の作として、以下の和歌が採られている。

## 系譜
『尊卑分脈』による。
- 父：陽成天皇
- 母：藤原遠長の娘
- 妻：藤原邦隆の娘
  - 男子：佐時王
- 妻：修子内親王（醍醐天皇皇女）
  - 男子：佐頼王
- 妻：誨子内親王（宇多天皇皇女）
  - 男子：源佐芸
- 生母不詳の子女
  - 男子：佐材王
  - 男子：佐兼王
  - 男子：源佐平
  - 男子：源佐親